# 蒋建宇
蒋建宇（1963年4月—），安徽肥西人，汉族，中国共产党党员。中华人民共和国政治人物、第十三届全国人民代表大会解放军和武警部队代表。

## 生平
2018年2月24日，当选为第十三届全国人大代表丶歷任湖南省武警總隊政委丶武警安徽省总队副政委，授武警少將軍階 。